# オールセン・ブラザーズ
オールセン・ブラザーズ（Brødrene Olsen、ヨーン：1950年3月15日生、ノラー：1954年4月13日生）は、デンマークの音楽兄弟デュオである。
1965年にザ・キッズとして結成。その後1967年にデビューシングルを発売。1972年にはデビューアルバム「Olsen」をリリース。1977年には世界歌謡祭参加のため来日。
2000年のデンマーク・メロディー・グランプリでFly on the Wings of Loveを歌い優勝し、同年ストックホルムで開催された第45回ユーロビジョン・ソング・コンテスト（グローベン）で195点を獲得、1963年以来37年ぶり2度目の優勝を果たす。2001年のコペンハーゲン大会（パルケン）では新曲「Walk Right Back」を初披露した。